# Hurrikan Otis
Der Hurrikan Otis war ein tropischer Wirbelsturm in der pazifischen Hurrikansaison 2023, der am 25. Oktober 2023 als Kategorie-5-Hurrikan den mexikanischen Ballungsraum Acapulco mit mehr als einer Million Einwohnern verwüstete. Otis war der erste pazifische Hurrikan seit Beginn der Aufzeichnungen, der als Kategorie-5-Hurrikan auf Land traf, und war einer der sich am schnellsten intensivierenden Hurrikans der Geschichte. 
Es entstand ein Schaden im Bereich von ca. 15 Mrd. US-Dollar. Über 270.000 Häuser, 95 % aller Geschäfte sowie 80 % aller Hotels der Region wurden zerstört oder beschädigt, Hunderte Boote zerstört oder versenkt. Mehr als eine Million Menschen und 100.000 Touristen waren von den Auswirkungen betroffen, Tausende Menschen wurden obdachlos. Mindestens 52 Menschen kamen offiziellen Daten zufolge ums Leben, verschiedene Medien und Betroffene halten diese Zahl jedoch für deutlich zu niedrig angesetzt. Zahlreiche Menschen werden noch vermisst.

## Meteorologie

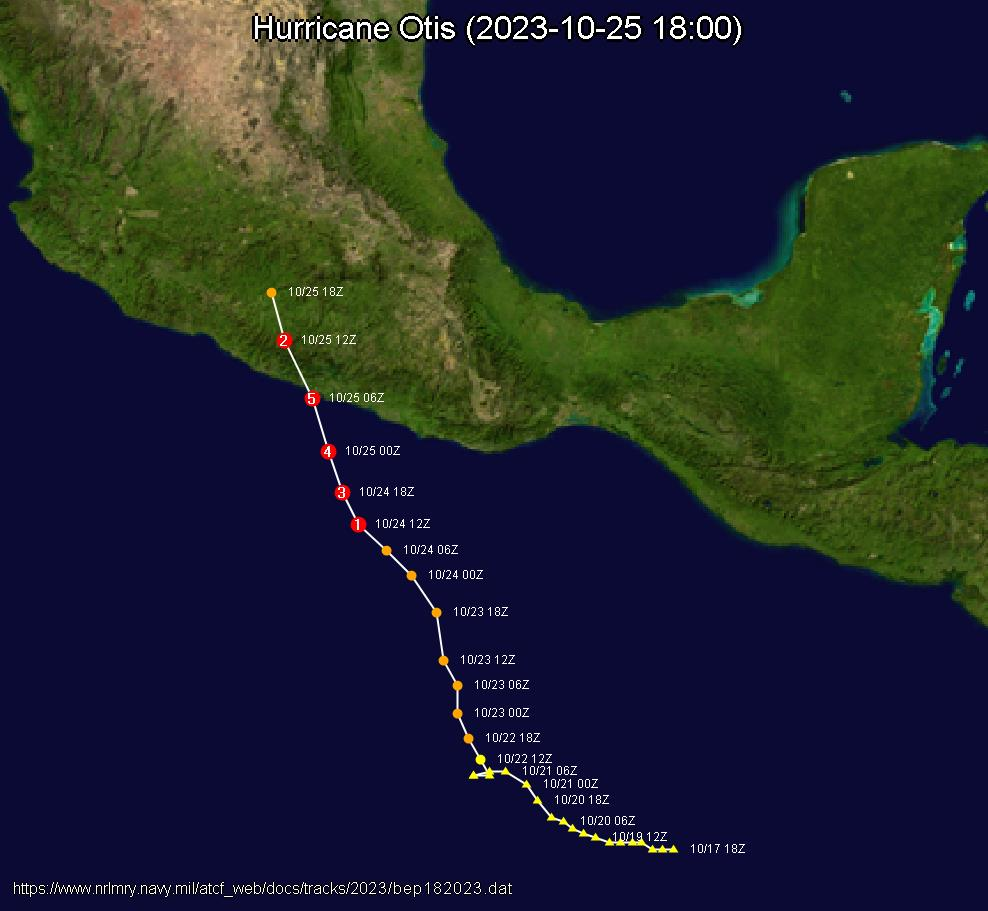
Karte mit Verlauf

Landfall von Otis

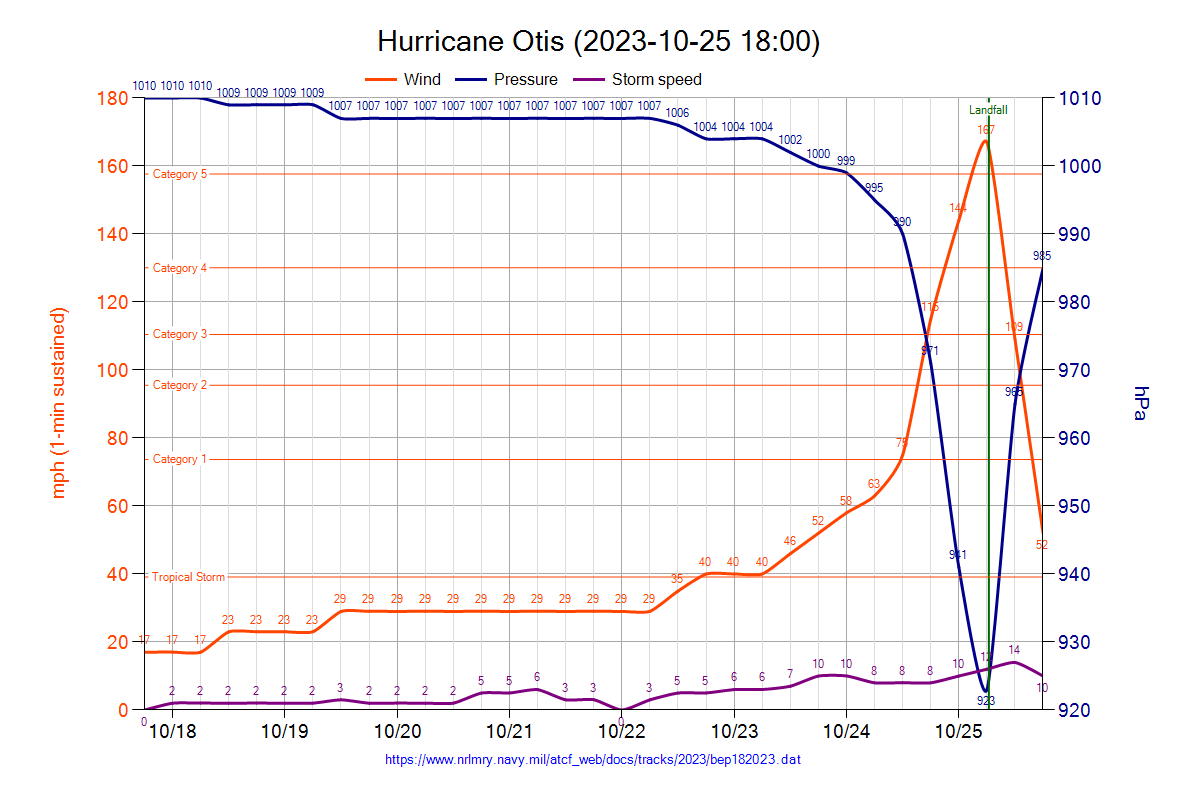
Chart von Luftdruck und Windgeschwindigkeit im Zeitverlauf

Am 22. Oktober bildete sich südlich von Südmexiko das Tropische Tief 18-E, das noch am gleichen Tag zum Tropischen Sturm Otis heraufgestuft wurde. Nach einem graduellen Verstärken des Sturms setzte am 24. Oktober eine rapide Intensivierung ein, bei der sich Otis in nur 12 Stunden von einem Tropensturm bis zu einem Kategorie-5-Hurrikan mit 270 km/h Windgeschwindigkeit verstärkte. Am 25. Oktober 06.25 UTC, also kurz nach Mitternacht Ortszeit (UTC–6), traf er mit dieser Windgeschwindigkeit bei Acapulco auf Land. Dabei zog der rechte Quadrant des Hurrikans, in dem die stärksten Wind herrschen, über die am stärksten verdichteten Gebiete von Acapulco, sodass bei Otis (eventuell mit Ausnahme von Hurrikan Andrew) möglicherweise mehr Menschen Kategorie-5-Windgeschwindigkeiten ausgesetzt waren als bei jedem anderen bekannten Hurrikan. Nach dem  Landfall schwächte sich Otis schnell ab und löste sich noch am 25. Oktober auf.
Durch die rapide Intensivierung verstärkte sich die Windgeschwindigkeit von Otis binnen 24 Stunden um 95 Knoten. Diese Intensivierung ist nach Hurrikan Patricia (2015) die zweithöchste, die jemals in der westlichen Hemisphäre festgestellt wurde. Ursachen für diese extreme Intensivierung waren neben der geringen Größe von Otis, die schnellere Intensitätswechsel zulässt, die sehr warmen Wasserflächen, über die Otis zog. Die Meeresoberflächentemperaturen lagen angefacht von El Niño sowie der menschengemachten globalen Erwärmung bei ungewöhnlich hohen 30 bis 31 °C, etwa 1 °C mehr als im Durchschnitt der Referenzperiode 1991–2020. Sehr wichtig waren zudem die vorteilhaften Windbedingungen: Durch die schneller als erwartete Vorwärtsbewegung war der hemmende Effekt der Windscherung geringer als erwartet.
Wissenschaftler ordnen die rapide Intensivierung von Otis als Symptom der Klimakrise ein. Die rapide Intensivierung von tropischen Stürmen nimmt mit steigenden Wassertemperaturen infolge des menschengemachten Klimawandels an Häufigkeit zu. In Küstennähe, wie bei Otis der Fall, birgt sie die Gefahr, dass Kommunen von schweren Hurrikans überrascht werden und sich nicht rechtzeitig oder ausreichend auf sie vorbereiten können. Erschwerend kam hinzu, dass die Intensivierung von Otis sehr explosiv verlief: mit 115 mph Intensivierung binnen 24 Stunden überstieg sie das Mindestkriterium für rapide Intensivierung von 35 mph in 24 Stunden um mehr als das Dreifache, was extrem unüblich ist und sich als fatal für Acapulco erwies. Das National Hurricane Center sprach im Hinblick auf Otis von einem "Albtraum-Szenario".
Vorläufigen Daten zufolge maß eine Wetterstation nahe Acapulco eine Böe mit 330 km/h (205 mph). Bei Bestätigung wäre das eine der 10 stärksten Böen, die jemals auf der Erde gemessen wurden.

## Folgen

### Schäden

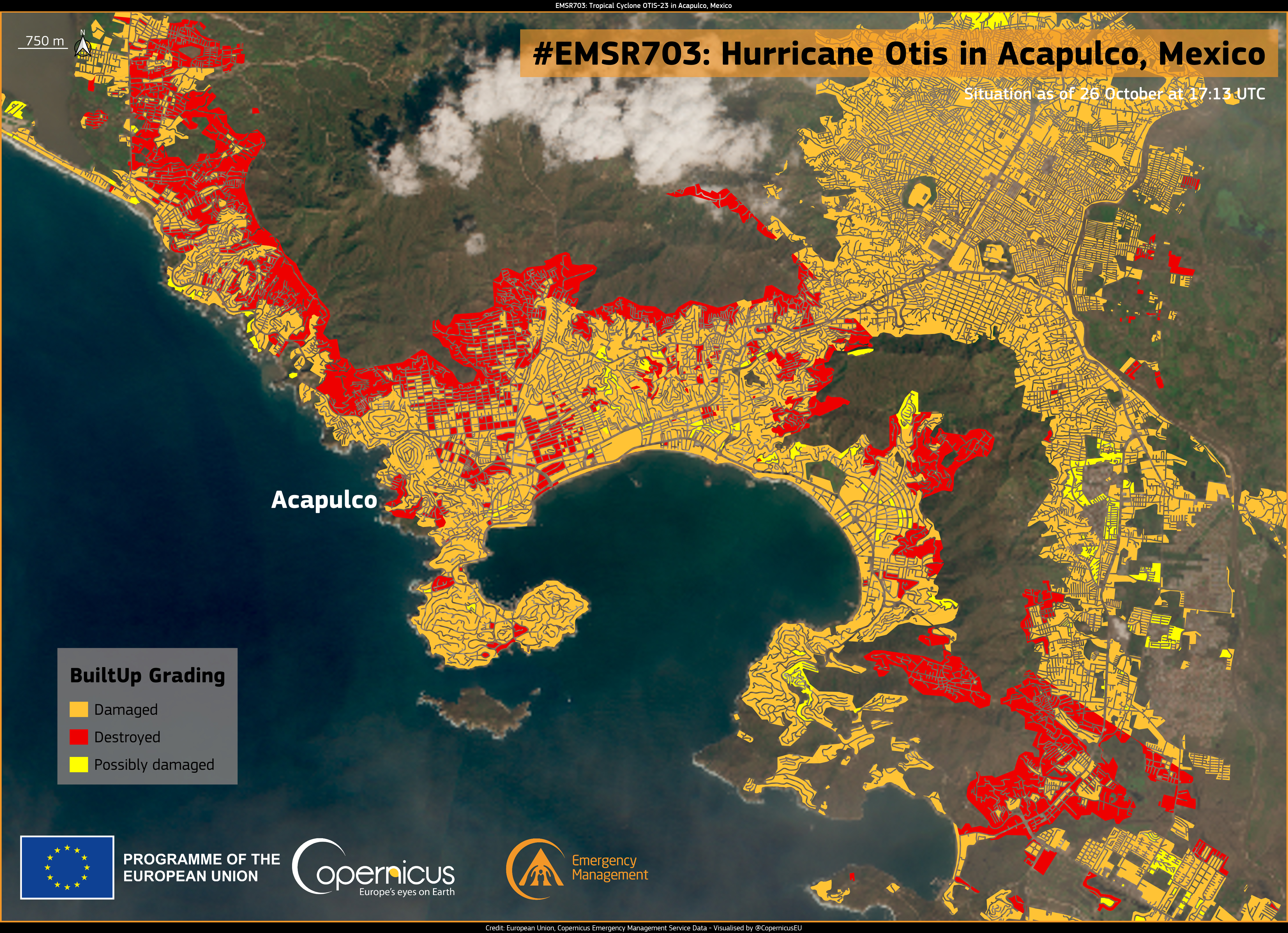
Kartierung der Schäden im Raum Acapulco

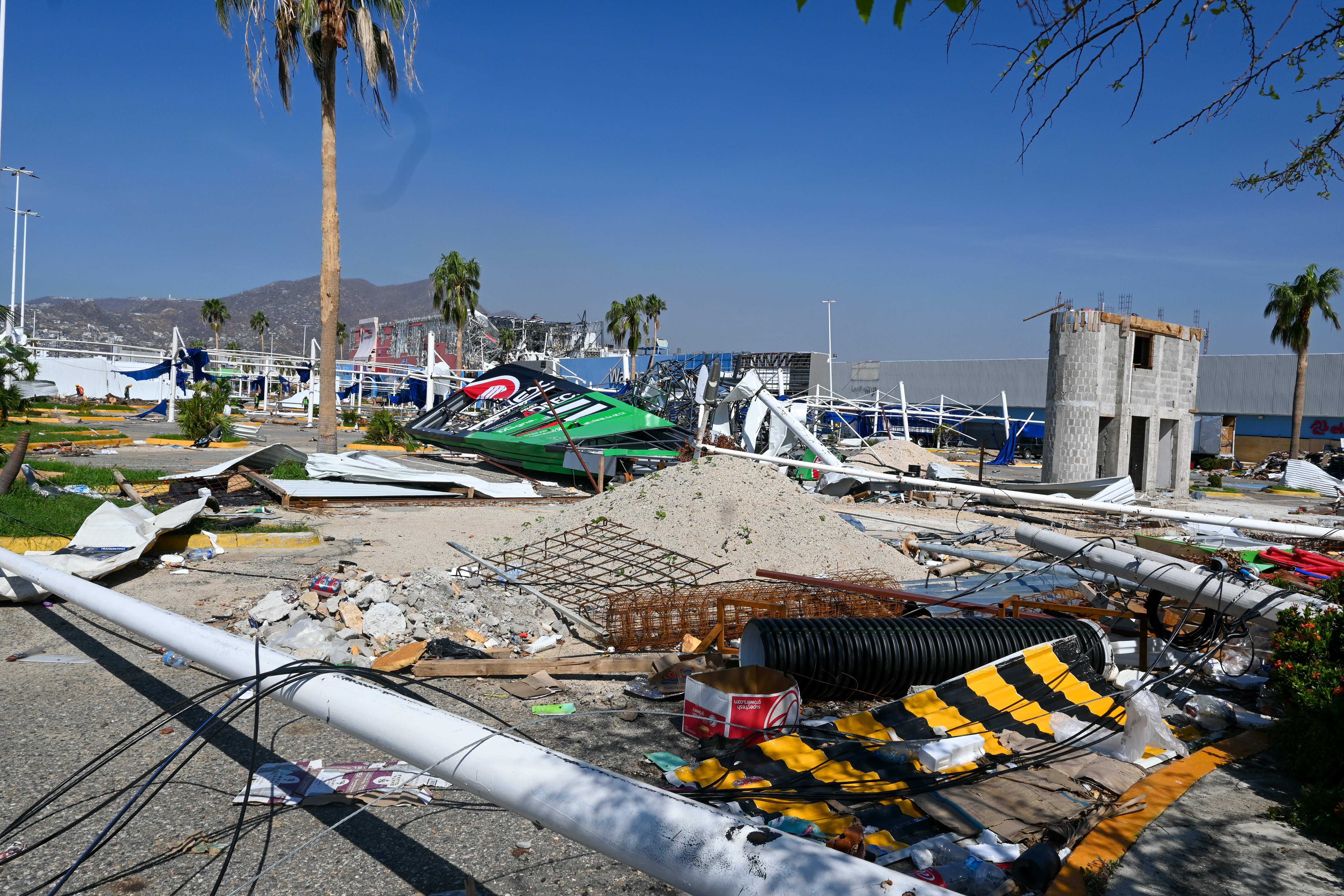
Schäden in Acapulco

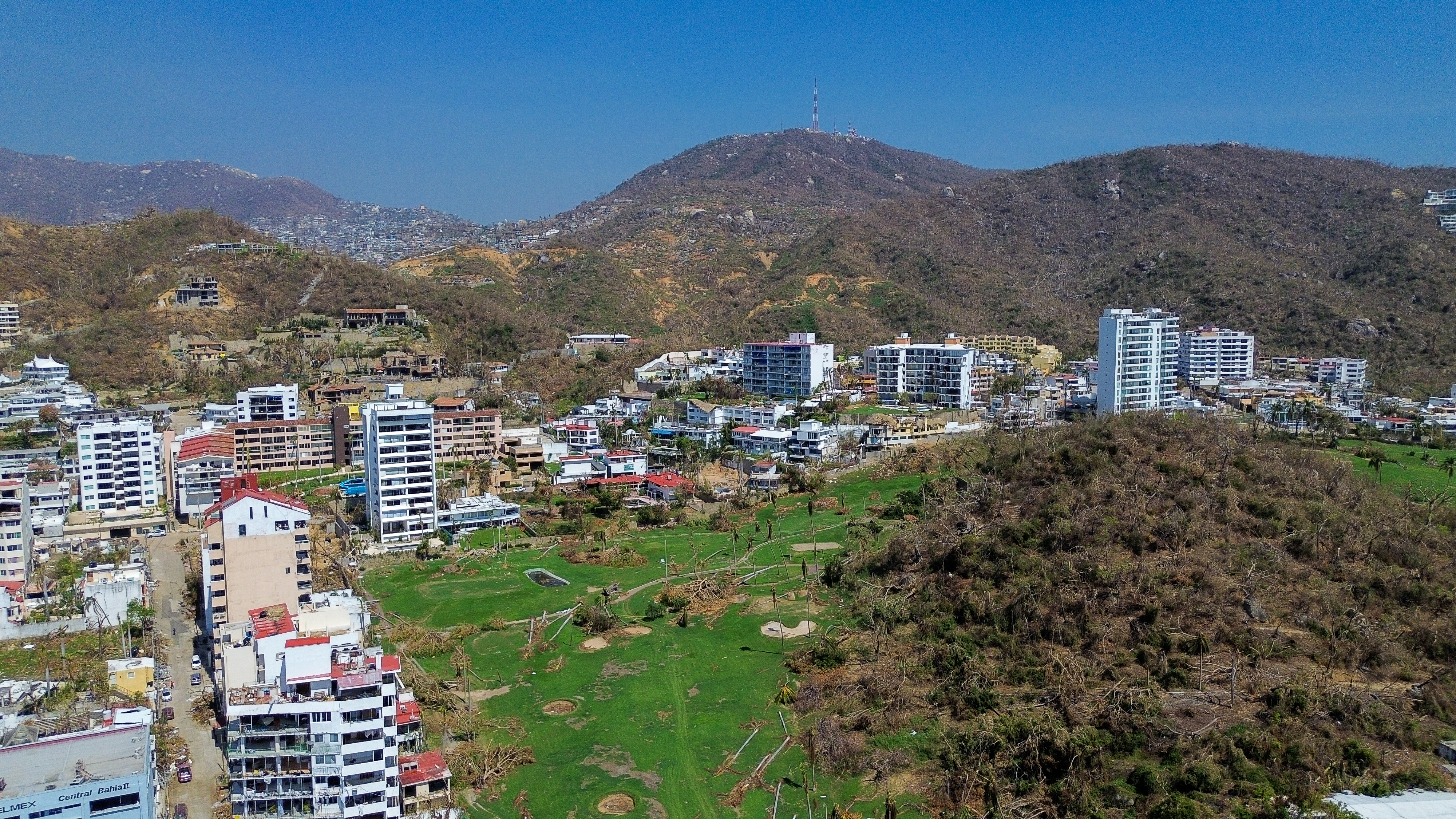
Schwer beschädigte Hotels oder Appartementblocks

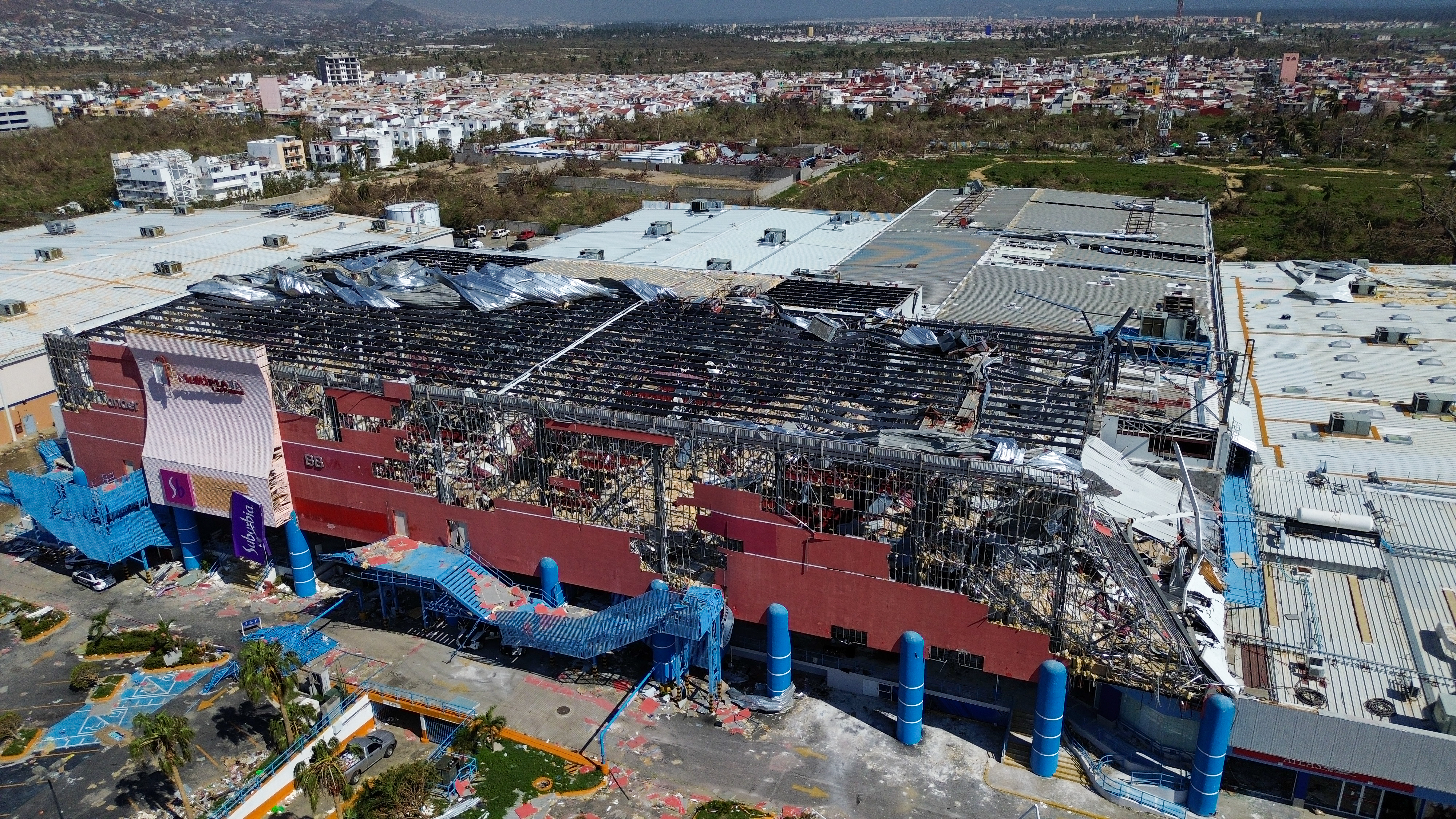
Zerstörtes Marktgebäude

Otis richtete katastrophale Schäden im Raum Acapulco an. Durch die nicht erwartete rapide Intensivierung vom Tropensturm zum Kategorie-5-Hurrikan blieb für die mehr als eine Million Menschen im Ballungsraum Acapulco sehr wenig Zeit zur Vorbereitung. Als der Hurrikan auf Acapulco traf, kam es zu schweren Überschwemmungen und starken Sturmschäden.
UNICEF schätzte, dass mehr als eine Million Menschen, darunter mehr als 320.000 Kinder, nach dem Hurrikan auf Hilfe angewiesen waren. Tausende Menschen wurden obdachlos. 100.000 Touristen saßen zunächst in der Stadt fest. Rund 274.000 Häuser wurden beschädigt oder zerstört, 120 Krankenhäuser beschädigt und etwa 600 Hotels und Anlagen mit Eigentumswohnungen. Unter den Wirtschaftsunternehmen wurden etwa 95 % aller Geschäfte und 80 % aller Hotels in der Stadt beschädigt, die stark vom Tourismus abhängig ist. Zahlreiche Häuser und große Hotels wurden zerstört, Straßen mit Wasser und Schlamm überflutet, der Hafen und Flughafen mussten den Betrieb einstellen. Die Stromversorgung und Kommunikation brachen zusammen, auch am Tag nach dem Landfall waren mehr als 500.000 Haushalte ohne Strom. Mehr als 10.000 Strommasten wurden zerstört, zahlreiche Stromleitungen, Umspannwerke und ein Kraftwerk schwer beschädigt.
Erste Schadensschätzungen vom 27. Oktober durch Enki Research gingen von einem Schaden in Höhe von etwa 15 Mrd. US-Dollar aus. Offizielle Zahlen von Behördenseite lagen zu diesem Zeitpunkt noch nicht vor. Mitte November 2023 bezifferten mexikanische Wirtschaftsverbände den Schaden auf ca. 16 Milliarden US-Dollar. Eine weitere Schätzung aus dem Dezember 2023 ging von einer wahrscheinlichen Schadenssumme im Bereich von 15 bis 20 Mrd. Dollar Schadenssumme aus.  Der Rückversicherer Swiss Re vermeldete im Dezember 2023, dass Otis der "wahrscheinlich teuerste Versicherungsfall" in der Geschichte Mexikos sein werde.
Auf Videoaufnahmen sind eine Reihe von Hochhäusern zu sehen, deren Fenster zerstört wurden und deren Innenwände und Einrichtungen der höheren Stockwerke aus den Stockwerken gerissen wurden. Sogar komplette, nicht tragende Außenwände von Hochhäusern wurden herausgerissen; es blieb nur das tragende Skelett stehen. LKW wurden umgeworfen. Am stärksten betroffen waren die höher gelegenen Außenbereiche von Acapulco, wo der Sturm gut angreifen konnte und die von den schweren Regenfällen ausgelösten Erdrutsche massive Zerstörungen verursachten. Durch Schlammlawinen in den Bergen um Acapulco wurden auch Straßen unpassierbar, sodass Rettungskräfte aus dem Umland nicht in die Stadt kamen. Zudem sanken während des Hurrikans mindestens 33 Boote mit zusammen mehreren Dutzend Personen an Bord. Ebenfalls wurden mindestens 480 öffentliche Touristenboote zerstört.  Auch der Kontakt zu mindestens 27 der 100 Sensoren des Frühwarnsystems für Erdbeben an der mexikanischen Pazifikküste ging verloren, sodass das Erdbebenwarnsystem mit Stand 26. Oktober nicht einsatzbereit ist.
Nach dem Hurrikan kam es zu einer Versorgungskrise. Trinkwasser, Nahrung und Treibstoffe wurden knapp. 
Es kam zu zahlreichen Plünderungen. Hilfslieferungen reichten nicht aus, um die Bedürftigen zu versorgen und kamen teils nicht an; für die wenigen verfügbaren Nahrungsmittel stiegen die Preise teils aufs Mehrfache an. Da die Gasversorgung ausfiel, begannen Einwohner aus Not auf offenen Feuern in den Straßen zu kochen. Auch die Stromversorgung und Kommunikation nach außen war erheblich eingeschränkt.
Teilweise wurden Touristen aus schwer beschädigten Hotels verwiesen. Am 27. Oktober begannen Evakuierungsflüge, um gestrandete Touristen aus Acapulco auszufliegen. Die Schulen hingegen waren auch nach zwei Wochen bis auf Weiteres geschlossen.
Bis zum 30. Oktober wurde die Stromversorgung in 58 % der Stadt wieder hergestellt., bis zum 25. November 89 %. Zudem hatten rund 65 % der Menschen in Acapulco und Coyuca de Benitez wieder Zugang zu Trinkwasser.
Die mexikanische Regierung entsandte mehr als 13.000 Soldaten zur Schadensbewältigung in das Katastrophengebiet. Betroffene kritisierten die nach zwei Tagen kaum vorhandene Versorgung mit Gütern wie Wasser, Nahrung und Treibstoff. Aufgrund von Plünderungen wurden zudem 1700 Angehörige der Nationalgarde mobilisiert, um Geschäfte zu schützen und die öffentliche Ordnung wieder herzustellen.
Aufgrund der großen Menge von Müll und Abfällen in der Stadt wurde vor Gesundheitsgefahren wie Ausbrüchen von Seuchen sowie Krankheiten durch Schädlinge gewarnt. Mit Stand 25. November lagen in Acapulco ca. 666.000 Tonnen Abfall auf den Straßen, weitere 211.000 Tonnen waren zu diesem Zeitpunkt bereits beseitigt worden.

### Todesopfer
Über die Zahl der Todesopfer kursieren verschiedene Angaben. Gemäß Angaben der mexikanischen Regierung vom 20. Dezember 2023 starben 52 Menschen, zudem wurden noch 32 weitere vermisst, davon 31 auf See. Diese Zahl wird von verschiedenen Seiten als Unterschätzung dargestellt. Eine mexikanische Medienorganisation kam Mitte November 2023 durch Auswertung der Daten von Bestattungsunternehmen auf mehr als 350 Tote bei noch zahlreichen Vermissten.
Lokale Medien berichteten schon kurze Zeit nach Durchzug des Hurrikans über weitere entdeckte, aber nicht offiziell gezählte Leichen. Hunderte Bürger berichten davon, dass sie noch keinen Kontakt zu Angehörigen herstellen konnten. Erwartet wurde daher, dass die Zahl der Toten noch steigt. Auch Seeleute, Fischer und deren Familien äußerten ihre Überzeugung, dass der Hurrikan deutlich mehr als 48 Menschen tötete.
Der mexikanische Präsident Andrés Manuel López Obrador hingegen wies Berichte darüber, dass die offiziellen Todeszahlen unterschätzt bzw. geschönt seien, als Kampagne seiner politischen Gegner zurück.